# NGC 2666
NGC 2666 – gromada otwarta znajdująca się w gwiazdozbiorze Rysia. Jest położona w odległości ok. 2,8 tys. lat świetlnych od Słońca.
Odkrył ją John Herschel 19 marca 1828 roku. Przez wiele lat identyfikacja tej gromady jako obiektu NGC 2666 była niepewna, gdyż w pozycji podanej przez Herschela nie ma nic odpowiadającego jego opisowi – jak się okazało, wskutek pomyłki za odległość biegunową tej gromady przyjął on odległość biegunową gwiazdy podwójnej zaobserwowanej przez niego tej samej nocy, co spowodowało błąd pozycji wielkości 2°21'18".